# لوئیجی کونتسی
لوئیجی کونتسی (ایتالیایی: Luigi Contessi; ۱۴ اوت ۱۸۹۴ – ۲۳ فوریهٔ ۱۹۶۷) ژیمناست هنری اهل ایتالیا بود.